# Benilde, Jungfrau und Mutter
Benilde, Jungfrau und Mutter (portugiesischer Originaltitel: Benilde ou a Virgem Mãe, dt.: Benilde oder die jungfräuliche Mutter) ist ein Filmdrama des portugiesischen Regisseurs Manoel de Oliveira aus dem Jahr 1975. Es ist eine Adaption des gleichnamigen Stücks des portugiesischen Schriftstellers José Régio (1901–1969).

## Handlung
Benilde ist eine Tochter aus gutgestellter Familie. Seit ihre geistig verwirrte Mutter früh starb, lebt sie mit dem misanthropischen Vater Estevão Melo Cantos und der alten Haushälterin Genoveva im herrschaftlichen Familiensitz im Alentejo. Benilde wird schwanger, war aber mit keinem Mann zusammen, wie sie sagt. Man hört zwar einen verwirrten Mann umherirren, doch sagt die Schwangere, dies sei ein Engel des Herrn. Verlobt ist sie mit Eduardo, Sohn ihrer pragmatischen Tante Etelvina. 
Die schlafwandelnde Schwangere irrt nun zwischen frommen Delirien, den alten Geistern und der erdrückenden Schwere des großbürgerlichen Herrenhauses umher, unter Druck gesetzt von den herrschenden Moralvorstellungen und den Erwartungen der Familie an sie.
Als die religiöse Benilde Eduardo sagt, sie könne ihn nicht heiraten und sei wie Maria unberührt schwanger geworden, geht er sie zunächst wütend an, gibt dann aber seiner unveränderten Liebe zu ihr nach. Um sie trotz allem noch heiraten zu können, akzeptiert er insgeheim eine rein platonische Ehe und behauptet öffentlich, er selbst habe sie während einem ihrer schlafwandelnden Spaziergänge geschwängert.
Dann fühlt sich Benilde zunehmend schlecht und spürt einen frühen Tod nahen. Während sich ihre Angehörigen am Totenbett versammeln, spricht Eduardo allein im Wohnzimmer die letzten Worte Benildes an ihn, dass sie sich wiedersehen werden.

## Produktion
Manoel de Oliveira gehörte zu den Regisseuren, deren Antrag auf Filmförderung beim neugegründeten Instituto Português de Cinema (IPC, Nachfolger des 1948 gestarteten Fundo do Cinema Nacional und Vorläufer des heutigen Instituto do Cinema e do Audiovisual, ICA) angenommen worden war. Am 25. April 1974 jedoch erfolgte die Nelkenrevolution, in deren Folge die meisten Filmschaffenden ihre Anträge zurückzogen und, an die neu gewonnenen Freiheiten angepasst, ihre Projekte überarbeiteten. Oliveira gehörte zu den wenigen, die ihre beantragten Projekte danach trotzdem wie beantragt realisierten. Er kam wenige Tage vor dem Gegenputsch vom 25. November 1975 (in dem sich der gemäßigte Flügel innerhalb der revolutionären Militärbewegung MFA durchsetzte) in die Kinos, wo er in der allgemeinen Unruhe, teils mit Zwangsräumen aller öffentlichen Veranstaltungen, unterging. Zudem sprach der Film, mit seinen kunstvollen Bühnendekors und einer Geschichte über eine Tochter aus gutem Hause in den 1930er Jahren, nicht den Zeitgeist jener Tage an und blieb daher, abgesehen von wenigen Presseartikeln, weitgehend unbeachtet. Erst die spätere Filmkritik entdeckte die Qualitäten des Films und schätzt ihn heute als einen der gelungensten Werke Oliveiras ein.
Der Film ist eine Adaption Oliveiras des gleichnamigen Theaterstücks seines Freundes José Régio aus dem Jahr 1947. Oliveira drehte den Film für die Produktionsgesellschaft Tóbis Portuguesa und das Produktionskollektiv Centro Português de Cinema, die Produktionsleitung übernahm Henrique Espírito Santo für die Tóbis. Die Dreharbeiten erfolgten von September bis Oktober 1974 in den Studios der Tóbis Portuguesa, in der Casa de Camilo (das Haus des Schriftstellers Camilo Castelo Branco (1825–1890) in São Miguel de Seide) und im Alentejo. Finanzielle Unterstützung kam von der staatlichen Filmförderung IPC und der Gulbenkian-Stiftung.
Die Filmmusik stammt von João Paes, dazu ist das Stück Sept Haîkaî-Gagaku von Olivier Messiaen aus dem Jahr 1962 und Musik von São João Diogo zu hören.

## Rezeption
Seine Premiere feierte der Film am 21. November 1975 im Lissabonner Kino Apolo 70. Er wurde später, im Verlauf des international erwachenden Interesses am Werk Oliveiras, auf mehreren Filmfestivals und Retrospektiven gezeigt, etwa bei den Filmfestspielen von Venedig (1976), im New Yorker Museum of Modern Art (1984), beim Internationalen Filmfestival Thessaloniki (1997) oder der tschechischen Filmwoche Cined@ys (2022).
Die Filmkritiker und Cineasten nahmen das Werk überwiegend positiv auf. Gelobt wurde er für seine Kamera (Elso Roque, assistiert von Pedro Efe), seine Darstellerleistungen, seinen strengen und klaren Aufbau, aber auch für seine subtile Kritik, etwa wenn der Wind an den Fenstern des Herrenhauses oder das Echo von Schreien von draußen die kommenden neuen Zeiten andeuten, während drinnen die Hauptdarstellerin gegen die vorerst noch übermächtig herrschenden Verhältnisse ankämpft. Der ruhige, streng in drei Akte gegliederte Film kommt fast ohne Außenaufnahmen aus und konzentriert sich ganz auf Text und Darsteller, die in oft statischen Einstellungen teils direkt in die Kamera sprechen, die Zuschauer direkt ansehend. Der Regisseur zeigt dem Zuschauer dabei gleich eingangs mit einer Kamerafahrt durch den Szenenaufbau, dass es sich hier um eine fiktive Geschichte wie bei einer Theateraufführung handelt, wie er es schon bei Der Leidensweg Jesu in Curalha (1963) getan hatte.
Ging der Film in Portugal im Trubel der gesellschaftlichen Veränderungen unter, so wurde er in den nächsten zwei Jahren international mehrfach auf Filmfestivals insbesondere in Italien gezeigt (Venedig, Rom und Bologna), was die internationalen Aufmerksamkeit für Oliveira nun deutlich steigerte.

„Der in den 30er Jahren angesiedelte Film schildert seine Geschichte sowohl optisch als auch gedanklich mit strenger Ernsthaftigkeit und theatralischer Ausdruckskraft. Durch ironische Brechungen und die Einbettung der Handlung in zwei lange Kamerafahrten entlarvt sich die Geschichte als Spiel, das bürgerliche Moral- und Wertvorstellungen kritisiert. Ein faszinierendes, dichtes Werk, das die Konzentration des Zuschauers fordert. - Sehenswert.“